# Leșnic, Hunedoara
Leșnic este un sat în comuna Vețel din județul Hunedoara, Transilvania, România.

## Monumente istorice
Biserica „Sfântul Nicolae” din Leșnic (sec. XIV)

## Personalități
- George Ștefan I. Nicolae (1871 - 1934), deputat în Marea Adunare Națională de la Alba Iulia 1918

## Imagini

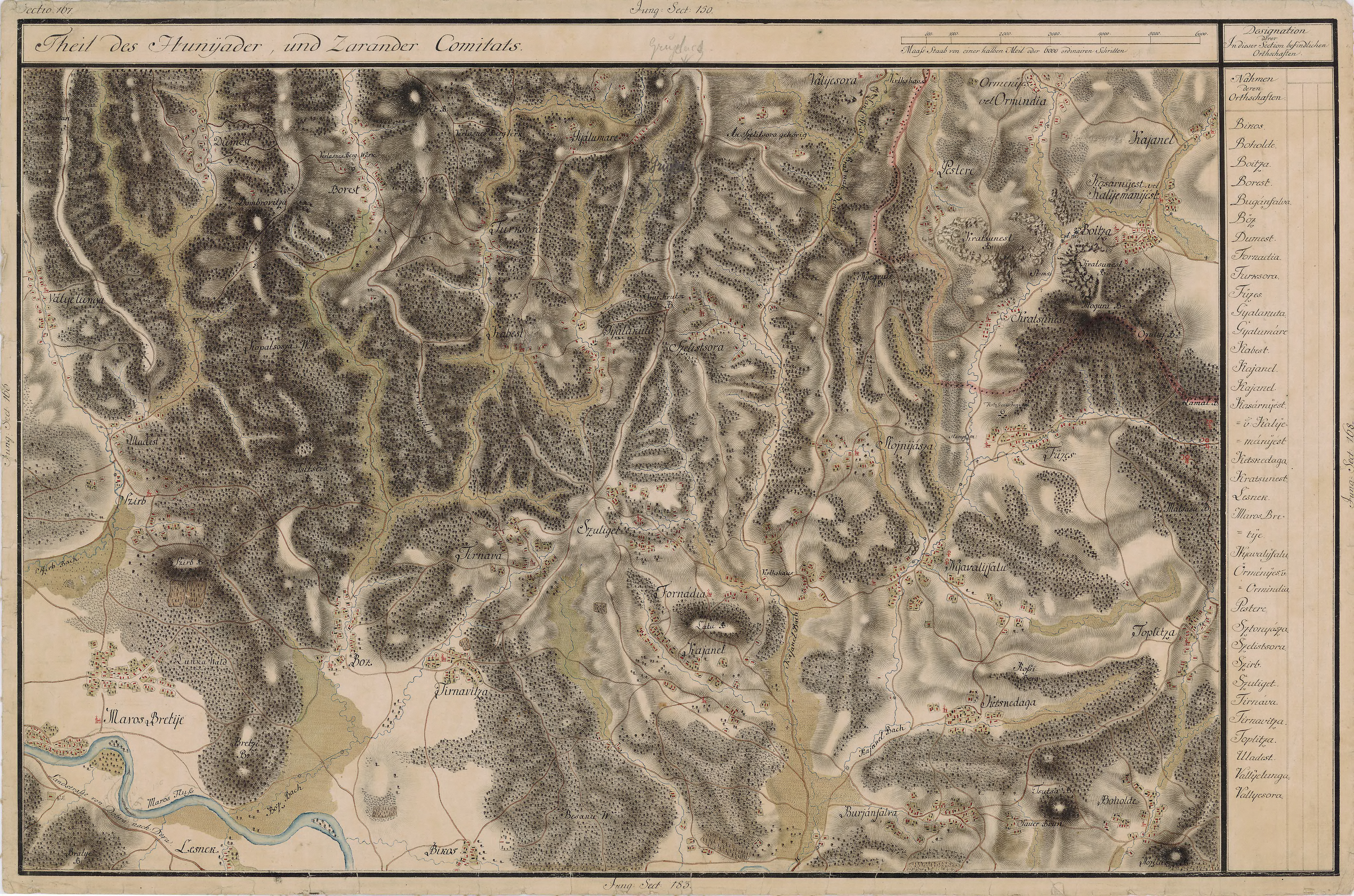
Leșnic în Harta Iosefină a Transilvaniei, 1769-1773
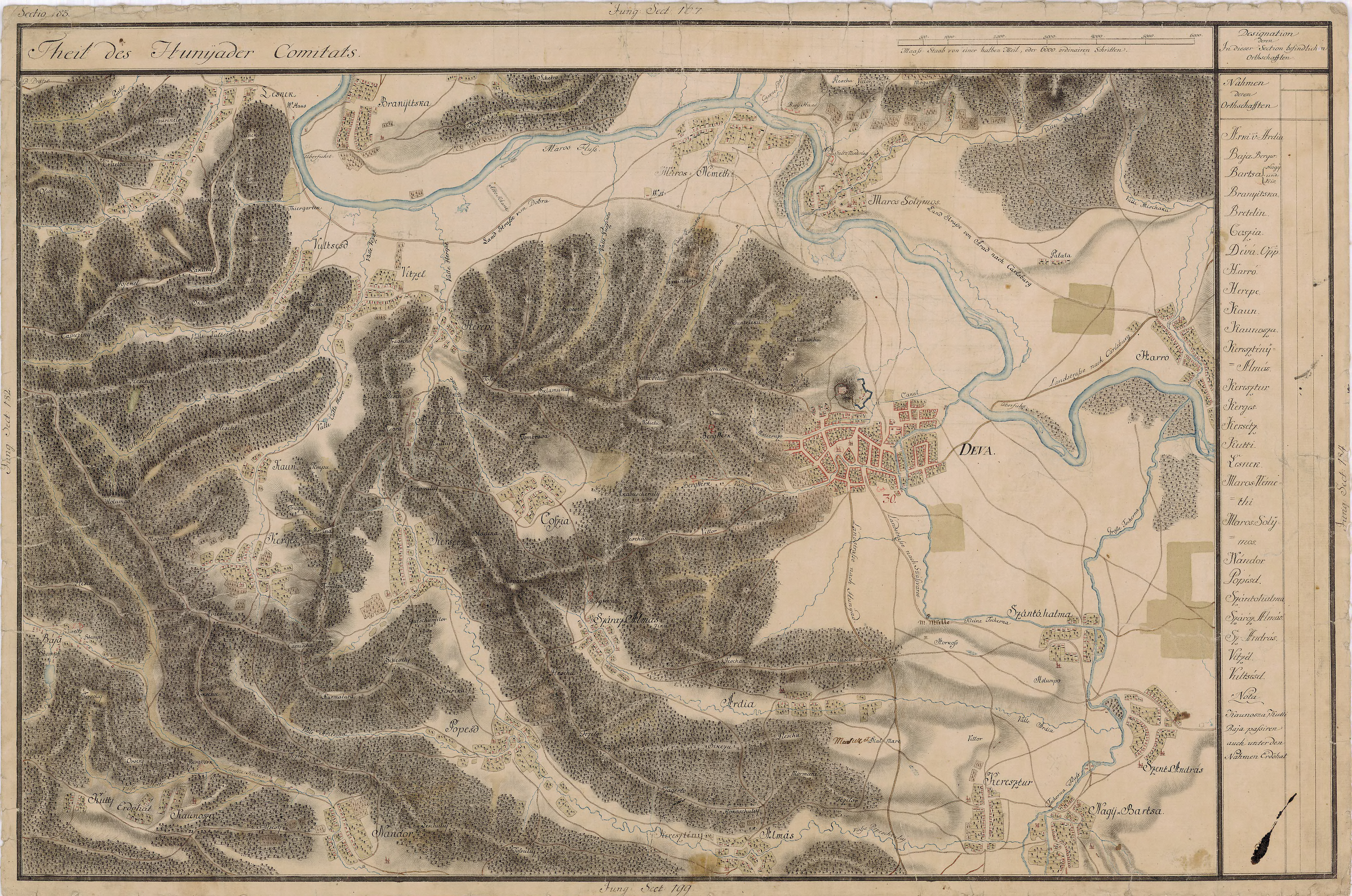
Leșnic în Harta Iosefină a Transilvaniei, 1769-1773